# The Red Summer
The Red Summer – specjalny minialbum południowokoreańskiej grupy Red Velvet, wydany 9 lipca 2017 roku przez wytwórnię SM Entertainment i dystrybuowany przez KT Music. Płytę promował singel „Red Flavor”. Sprzedał się w nakładzie 90 315 egzemplarzy w Korei Południowej (stan na maj 2018 r.).
Zgodnie z koncepcją grupy promowania dwoma wizerunkami „Red” oraz „Velvet”, album The Red Summer skupił się na ich „czerwonym” wizerunku.

## Lista utworów
| CD | CD                                                                              | CD                                         | CD                                           | CD                                           | CD      |
| Nr | Tytuł utworu                                                                    | Tekst                                      | Kompozycja                                   | Aranżacja                                    | Długość |
| -- | ------------------------------------------------------------------------------- | ------------------------------------------ | -------------------------------------------- | -------------------------------------------- | ------- |
| 1. | „Red Flavor” (kor. 빨간 맛 (Red Flavor) Ppalgan Mat (Red Flavor))               | Kenzie                                     | Daniel Caesar Ludwig Lindell                 | Caesar & Loui                                | 3:11    |
| 2. | „You Better Know”                                                               | Lee Seu-ran (Jam Factory), JQ, Choi Ji-hye | Becky Jerams, Pontus Persson, Kanata Okajima | Pontus Persson                               | 4:10    |
| 3. | „Zoo”                                                                           | Lee Seu-ran                                | LDN Noise, Courtney Woolsey, Alice Penrose   | LDN Noise                                    | 3:24    |
| 4. | „Mojito” (kor. 여름빛 (Mojito) Yeoreumbit (Mojito))                             | JQ, Hyun Ji-won                            | Johannes Josh Jorgensen, Lars Halvor Jensen  | Johannes Josh Joergensen, Lars Halvor Jensen | 3:04    |
| 5. | „Hear The Sea” (kor. 바다가 들려 (Hear The Sea) Badaga Deullyeo (Hear The Sea)) | Hwang Hyun (MonoTree)                      | Hwang Hyun (MonoTree)                        | Hwang Hyun (MonoTree)                        | 3:22    |

## Notowania
| Lista                     | Pozycja |
| ------------------------- | ------- |
| Gaon Weekly Album Chart   | 1       |
| Gaon Monthly Album Chart  | 4       |
| Gaon Yearly Album Chart   | 44      |
| Five Music (Tajwan)       | 1       |
| Oricon Weekly Album Chart | 43      |
| Billboard World Albums    | 1       |
| Heatseekers Albums        | 8       |